# Cléon
Cléon là một xã thuộc tỉnh Seine-Maritime trong vùng Normandie miền bắc nước Pháp.

### Huy hiệu
| Arms of Cléon | The arms of Cléon are blazoned: Per fess 1: Azure, 3 stalks of wheat Or issuant from a toothed wheel argent; 2: Gules, a sword inverted argent hilted Or, over a mantle displayed Or. |

## Dân số
| Năm | 1962 | 1968 | 1975 | 1982 | 1990 | 1999 | 2006 |
| --- | ---- | ---- | ---- | ---- | ---- | ---- | ---- |
| Dân số | 1336 | 1938 | 3157 | 5089 | 5870 | 6042 | 5824 |
| From the year 1962 on: No double counting—residents of multiple communes (e.g. students and military personnel) are counted only once. |      |      |      |      |      |      |      |